# Ciociaria
Den här artikeln behandlar det italienska geografiska området Ciociaria, inte asteroid 21799 Ciociaria som namngetts efter området.
Ciociaria är en icke-administrativ region i närheten av den italienska huvudstaden Rom. Regionen saknar definierade gränser (även om gränsen österut ibland uppges vara Monti Ernici  och har egentligen heller inga historiska rötter. Namnet plockades upp av italienska fascister i Frosinone i samband med att provinsen Frosinone skapades 1927.
Under medeltiden kallades området för Campagna och den lokala dialekten, som nu kallas ciociaro, kallades då för campanino. Senare har beteckningen Campagna Romana (ibland Roman Campagna) används för att beteckna den region som ligger i provinsen Rom, norr om Ciociaria.
Enligt vissa källor används namnet första gången på en karta över Kyrkostaten där ett område i provinsen Campagna et Marittima kallas för Ciociaria. Enligt andra källor uppstod namnet först på 1700-talet. Namnet Ciociaria har härletts ur namnet på de skor, ciocie, som brukades i området. Skorna är idag en symbol för området och används vid fester och av vissa herdar. Det finns också en levande folklore och traditioner knutna till området.
La ciociara (Svensk översättning: Två kvinnor, Bonnier, 1958) är namnet på en roman av den kände italienske författaren Alberto Moravia där han skildrar de omfattande våldtäkterna i Ciociaria som följde efter slaget vid Monte Cassino.